# 王殊
王殊（1924年10月—2020年9月25日），原名王树平，男，江苏常熟人。中华人民共和国外交官、记者。

## 生平
1924年10月出生在常熟县城南门外上塘街里。他祖上在王庄镇（2005年改为尚湖镇），祖父那一辈搬进了城里，就定居在虞山镇。他3岁丧父，是在祖母和母亲抚养下长大的。
初中就读于东吴大学附中，高中就读于苏州中学。在学校里，他热爱文学，经常给报刊投稿。1942年考入复旦大学，与沈寂同班。期间以“林莽”为笔名发表了一些散文。1946年4月，复旦大学外文系四年级肄业，没有参加毕业考试就赴苏北解放区参加革命，任苏皖边区政府教育厅编审室编审。后担任华东野战军卫生部卫生学校教员。1948年济南解放后，从华东野战军调入新华社华东野战军总分社任前线记者。由于精通英语，1951年10月调新华社驻志愿军总分社，参加了朝鲜停战谈判的报导。
归国后，他担任新华社国际部东亚组副组长、1956年5月驻巴基斯坦记者；1959年创办了驻几内亚、驻马里、驻加纳的分社；1960年驻扎伊尔。1960年刚果危机爆发，安托万·基赞加率领的卢蒙巴支持者在东部城市基桑加尼成立刚果自由共和国。1961年2月，陈毅副总理兼外长给基赞加重申中国政府支持他，表示愿意建交并互派大使。周恩来总理派张彤代办率领六人先遣队抵达利奥波德维尔，王殊参加。7月23日，周恩来、陈毅、廖承志、黄镇接见了张彤、王殊、孙浩，以“青山处处埋忠骨，何须马革裹尸还”激励。随后孙浩随团抵达开罗，随后转机抵达斯坦利维尔。但基赞加在8月接受了基里尔·阿杜拉政府邀请离开，中国政府随后在8月15日举行中国驻刚果大使馆闭馆仪式。孙浩、王殊开车至刚果河边，将大使馆铜牌投入河中。8月24日，王殊随团离开（基赞加不久也被撤职入狱）。1961年底驻古巴。1965年7月任新华社国际部发稿助理。1969年10月任驻联邦德国波恩分社首席记者，现学德语。
1972年7月24日，毛泽东、周恩来、姬鹏飞、乔冠华召见王殊，讨论欧洲形势与德国、日本建交前景。1972年9月任中国政府谈判代表，与联邦德国政府达成建交协议。1972年10月任驻西德大使馆政务参赞、临时代办，筹建中国大使馆。
1974年，接替因心脏病离职回国的王雨田担任中华人民共和国驻德意志联邦共和国大使。1976年，由张彤接任。
1977年1月至1978年4月，任《红旗》杂志总编辑。1978年5月至1980年4月，任外交部副部长。1980年7月，任中华人民共和国驻奥地利大使兼驻维也纳联合国和其他国际组织代表。1986年7月任中国国际问题研究所所长，1990年5月离任。1990年代，他还任中德友好协会会长、外交笔会会长，北京大学、中国人民大学兼职教授。1998年离休。2020年9月25日凌晨在北京逝世，享年96岁。
王殊是第七届全国政协委员，第八届全国人大代表。

## 著作
- 《国际通信选》
- 《15年驻外记者生涯》
- 《从记者到外交官》
- 《我在音乐之乡奥地利》
- 《中德建交亲历记》
- 《五洲风云纪》

## 家人
- 夫人袁杰：外交部领事司副司长